# Hirondelle concolore
Vous lisez un « bon article » labellisé en 2012.
Ptyonoprogne concolor
Espèce
Synonymes
- Hirundo concolor Sykes, 1832 (protonyme)
- Cotyle concolor (Sykes, 1832)

Statut de conservation UICN

 LC  : Préoccupation mineure
L'Hirondelle concolore (Ptyonoprogne concolor) est une espèce de petits passereaux de la famille des Hirundinidae. Elle mesure environ 13 cm de long avec un corps et des ailes larges, une courte queue carrée dont la plupart des plumes porte une petite tache allongée blanche près de la pointe. Cette hirondelle a les parties supérieures d’un brun fuligineux et les parties inférieures légèrement plus pâles. Les deux sous-espèces sont des résidents nicheurs en Asie du Sud, depuis le sous-continent indien jusqu'au sud-ouest de la Chine et au nord de la Thaïlande, du Viêt Nam et du Laos.
L'Hirondelle concolore niche sous un surplomb de rocher ou sur une structure artificielle. L'oiseau construit avec soin un nid de boue, en forme de demi-tasse et tapissé de plumes ou d'autres matériaux doux. Les deux parents couvent les deux à quatre œufs et nourrissent les poussins. Cette espèce ne niche pas en grandes colonies, mais se montre plus grégaire en dehors de la saison de reproduction. Elle se nourrit d'une grande variété d'insectes attrapés en vol près de falaises. L'Hirondelle concolore peut être chassée par de grandes chauves-souris ainsi que par certains oiseaux de proie, mais elle bénéficie d'une aire de répartition vaste et en expansion ainsi que d'une grande population qui lui valent d'être considérée comme espèce de « préoccupation mineure » par l'Union internationale pour la conservation de la nature.

## Description

### Plumage et mensurations

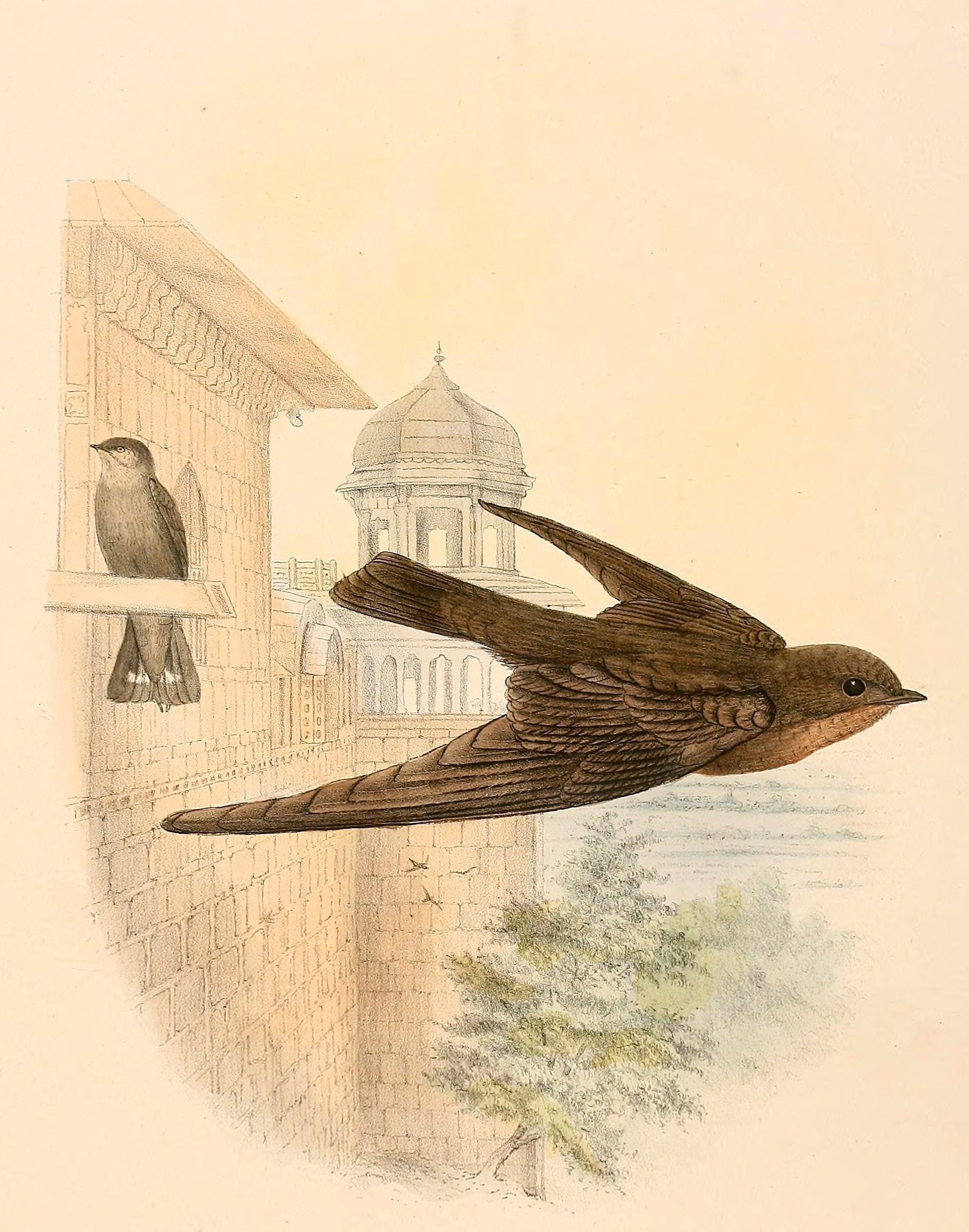
Dessin d'Hirondelles concolores dans l'ouvrage A monograph of the Hirundinidae de Richard Bowdler Sharpe.

L'Hirondelle concolore mesure 12-13 cm de long avec un corps, des ailes et une queue larges et un poids de 12 à 14 grammes,. Les parties supérieures sont d’un brun-noir fuligineux, les parties inférieures étant légèrement plus pâles. Le menton et la gorge sont d'un roux pâle et terne finement strié de noir. La queue est courte et carrée, avec de petites taches blanches près de la pointe des plumes, sur le vexille interne, à l'exception des rectrices centrales et des plus externes. Les plumes de couverture sous-alaires sont brun foncé. Les yeux sont bruns, le bec, petit, est principalement noir, et les pattes sont brun-rose. Les animaux des deux sexes sont semblables, mais les jeunes ont les pointes des plumes grises sur les parties supérieures et sur les ailes. Leur menton et leur gorge ne sont pas striés et sont plus pâles.

### Espèces similaires
Cette espèce peut être distinguée de l'Hirondelle de rochers (Ptyonoprogne rupestris), de l'Hirondelle isabelline (P. fuligula) et de l'Hirondelle du désert (P. obsoleta) par ses parties inférieures plus foncées, et par les taches blanches de sa queue nettement plus petites que celles de l'Hirondelle de rochers. Les sous-caudales sont de la même teinte que la face inférieure de l'abdomen, mais sont plus sombres chez l'Hirondelle de rochers.

Adultes dessinés dans l'ouvrage de Richard Bowdler Sharpe, A monograph of the Hirundinidae
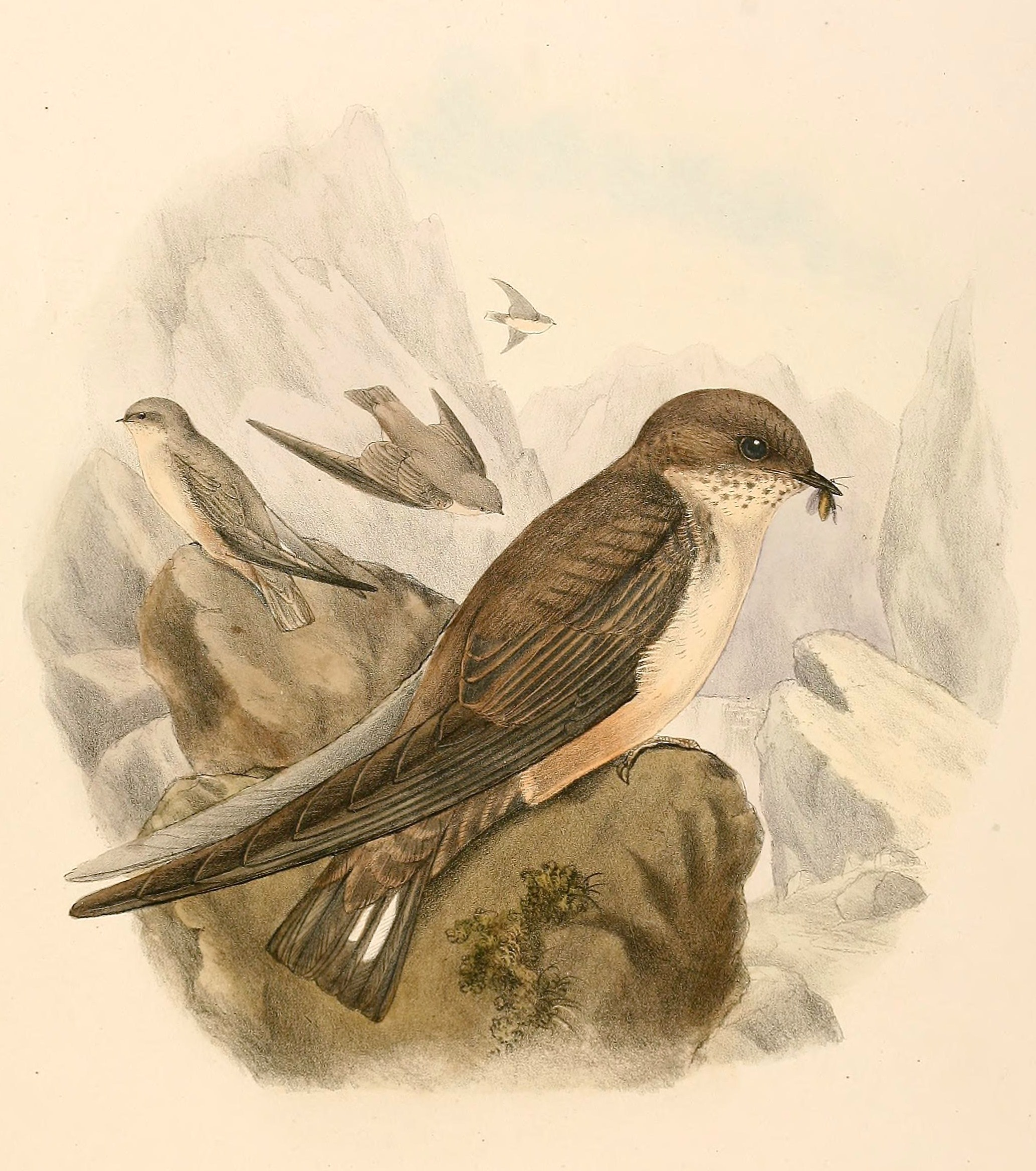
Hirondelle de rochers (P. rupestris)
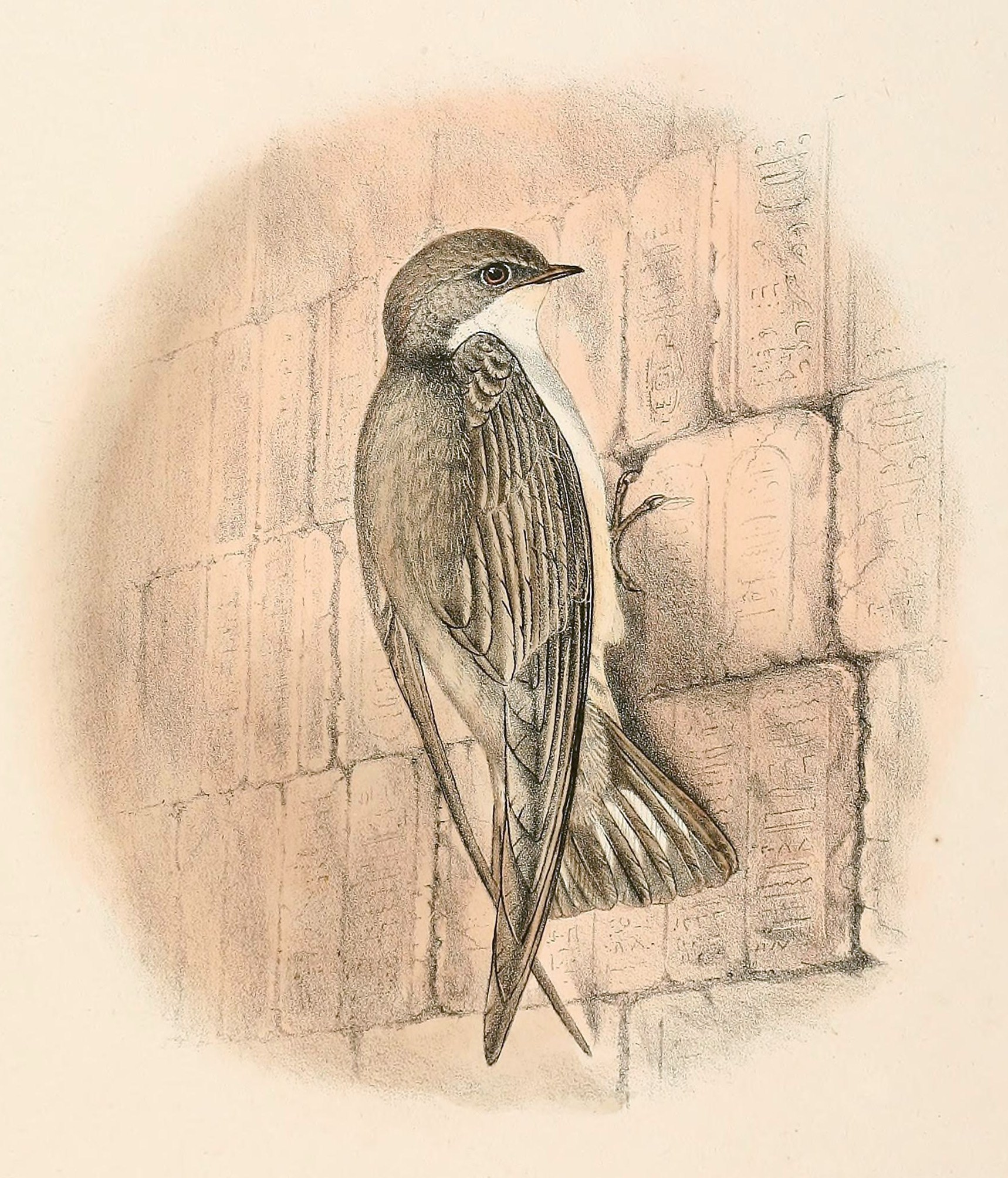
Hirondelle du désert (P. obsoleta)
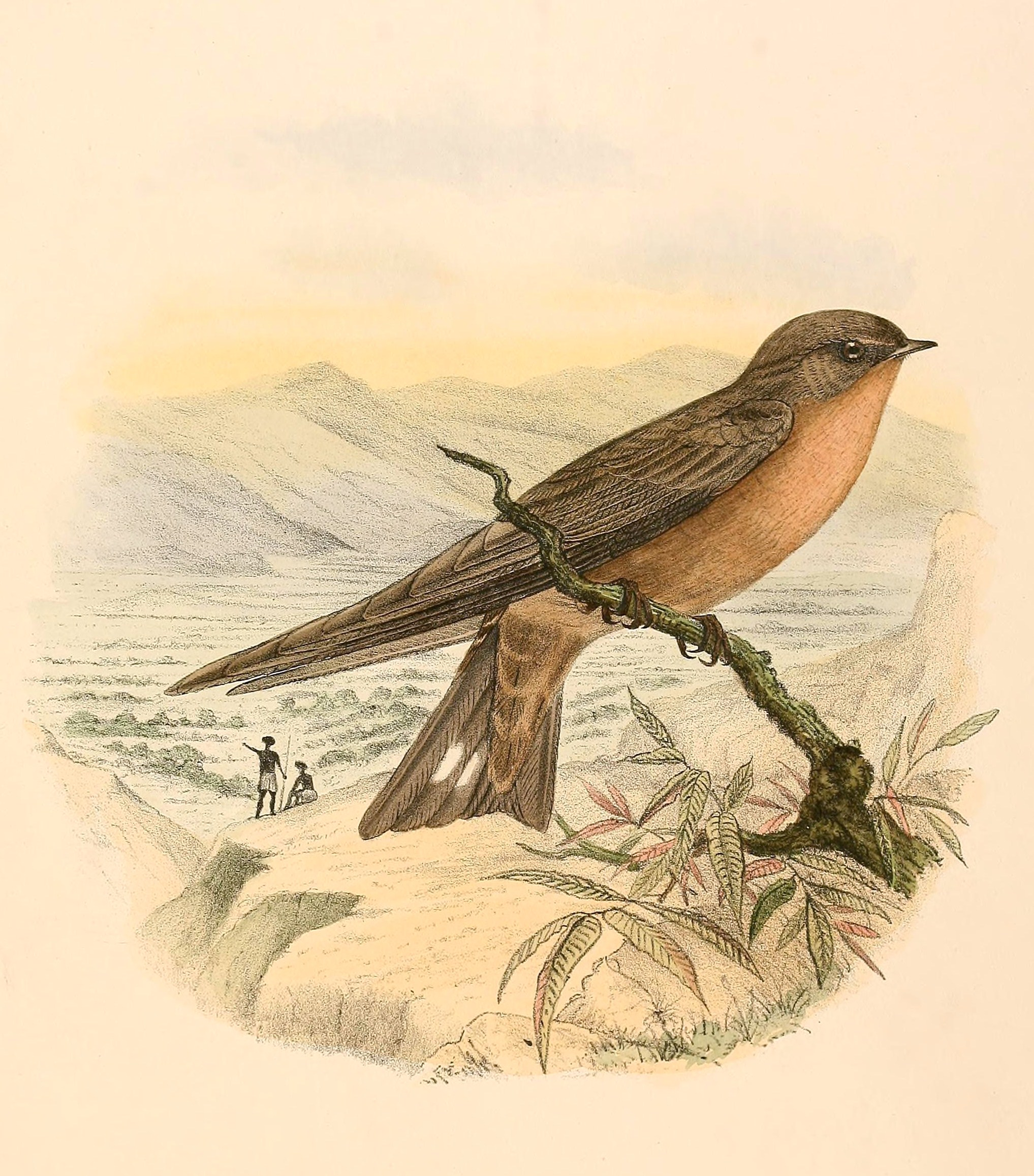
Hirondelle isabelline (P. fuligula)

## Écologie et comportement

### Chant et locomotion
Le vol de cette petite hirondelle est généralement lent et tranquille, mais il peut atteindre des vitesses considérables lorsque cela est nécessaire. Le cri d'appel est similaire à celui de l'Hirondelle de rochers, comprenant un doux chi chi ou chit-chat comme cri de contact et un chant gazouillant,.

### Alimentation
L'Hirondelle concolore se nourrit principalement d'insectes capturés en vol. Cette hirondelle est plus grégaire en dehors de la saison de reproduction, et peut former des petits groupes là où la nourriture est abondante. Lors de la nidification, les oiseaux volent souvent à proximité de parois rocheuses ou de constructions pour chasser leurs proies. Une étude menée sur l'Hirondelle de rochers, qui a une technique similaire pour la recherche de nourriture, a montré que les falaises pouvaient générer des ondes stationnaires dans l'écoulement de l'air qui concentrent les insectes à proximité des surfaces verticales. L'hirondelle exploite la zone proche de la falaise quand elle chasse, en s'aidant de sa grande agilité et de sa capacité à effectuer des virages serrés. Pour l'alimentation des jeunes, la recherche de nourriture par les parents se concentre sur les zones rentables au voisinage immédiat du nid ; la distance parcourue pour trouver la nourriture et la vitesse d'alimentation sont inversement liées.

### Reproduction

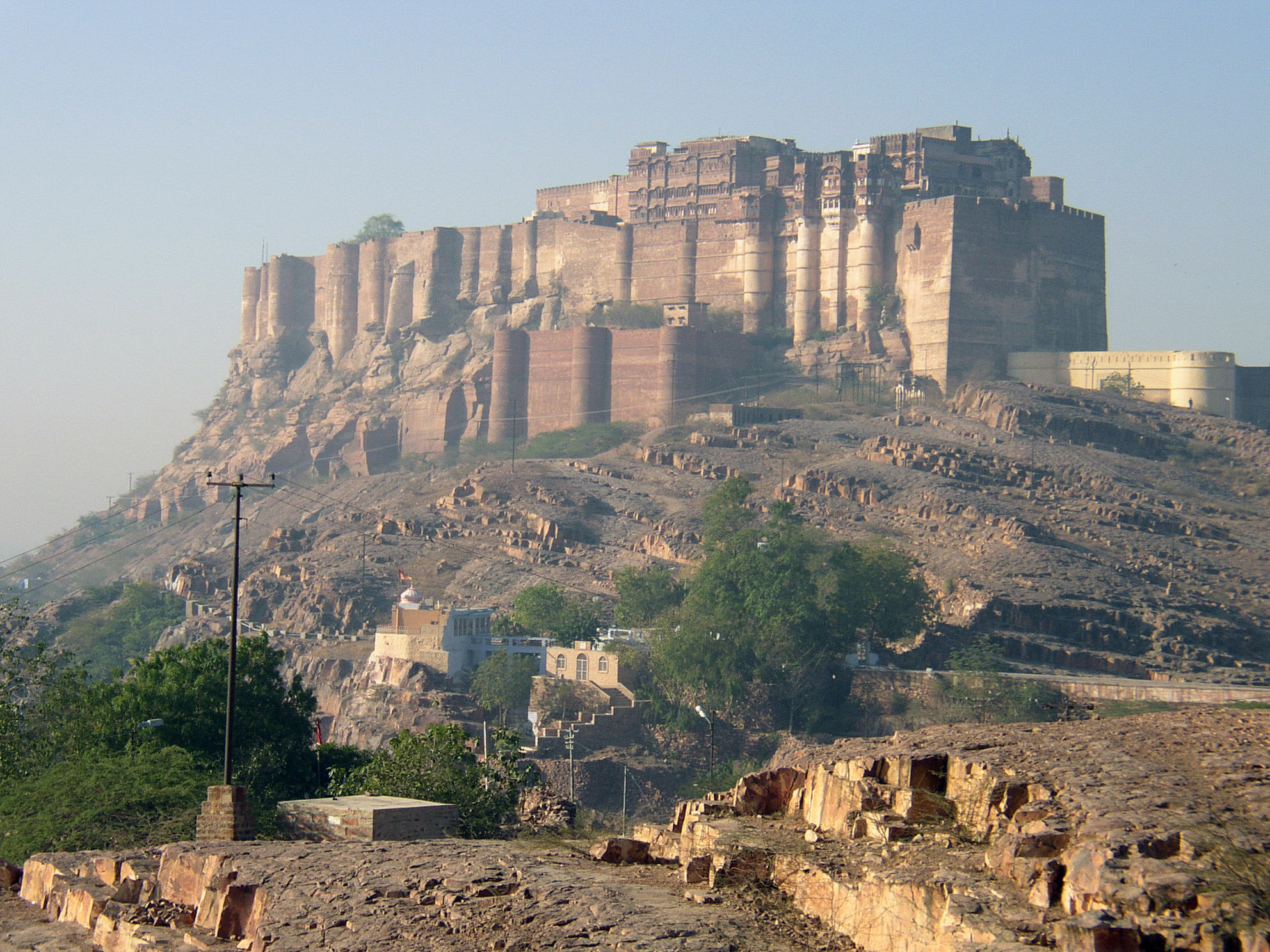
Les vieux forts peuvent fournir des sites de nidification alternatifs aux falaises naturelles.

Les couples d'Hirondelles concolores nichent généralement seuls, bien que plusieurs oiseaux peuvent nicher très proches les uns des autres dans certains endroits appropriés. Le lieu naturel pour la nidification est le dessous de corniches sur des falaises ou les berges des rivières, mais des structures artificielles sont souvent utilisées. Les bâtiments de pierre comme les anciennes collines fortifiées, les mosquées ou les tombes sont préférés, mais d'autres sites artificiels sont exploités, comme les ponts, les arches et les conduites souterraines. Des cas de reproduction ont été rapportés pour chaque mois de l'année, mais l'Hirondelle concolore niche surtout en février et en mars, puis après le début des pluies en juillet et août. Les oiseaux élèvent généralement deux couvées par an. Le nid, construit par les deux parents, est une demi-tasse ouverte, faite de boue et tapissée de matériaux doux comme des plumes ou de l'herbe sèche. Il est placé sous un surplomb ou dans la crevasse d'une falaise ou d'une structure artificielle, et réutilisé pour la deuxième couvée et les années suivantes. La ponte compte de deux à quatre œufs blancs avec des taches brun-rougeâtre plus nombreuses sur l'extrémité large, et mesurant en moyenne 17,7 × 13,0 mm avec un poids moyen de 1,57 g. Les deux adultes couvent les œufs et nourrissent les oisillons. La durée d'incubation et l'âge des oisillons à l'envol ne sont pas connus, mais supposés être similaires à ceux de l'Hirondelle de rochers (13 à 17 jours pour éclore, et 24 à 27 jours pour leur premier envol),.

### Prédateurs
Cette hirondelle est sujette à la prédation de rapaces tels que le Faucon pèlerin (Falco peregrinus), mais on la retrouve également dans le régime alimentaire de la chauve-souris Faux vampire (Megaderma lyra), qui enlève fréquemment les jeunes au nid.

## Répartition et habitat

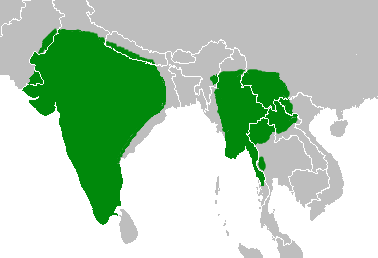
Répartition approximative de l'espèce en Asie.

L'Hirondelle concolore a une aire de répartition composée de deux grandes zones disjointes, correspondant à deux sous-espèces différentes. La sous-espèce type Ptyonoprogne concolor concolor vit dans une grande partie du sous-continent indien, depuis la base de l'Himalaya, jusqu'aux montagnes Nîlgîri au sud, et à l'est jusqu'au Bengale-Occidental. L'autre sous-espèce, P. c. sintaungensis, vit dans le Sud-Ouest de la Chine, et dans les régions du nord de la Thaïlande, du Viêt Nam et du Laos. L'Hirondelle concolore est en grande partie sédentaire, hormis les mouvements locaux effectués après la reproduction. L'espèce a cependant déjà niché en Malaisie, et est erratique au Sri Lanka et probablement à Bornéo,.
Cette espèce vit dans des zones accidentées ou montagneuses présentant des falaises, des gorges et des grottes, qui lui offrent des sites de nidification appropriés. Elle se reproduit généralement à des altitudes inférieures à 1 800 m, mais elle a été observée jusqu'à 2 000 m d’altitude en Thaïlande. Cette hirondelle niche aussi dans les basses terres en utilisant des structures artificielles comme substitut aux précipices naturels. Les bâtiments en pierre comme les vieux forts sont privilégiés, et on trouve cet oiseau dans les zones urbaines, notamment à Bombay,. Les nids peuvent être placés dans les bâtiments jusqu'à 30 m au-dessus du sol, et peuvent être situés à des endroits insolites, comme sur des luminaires.

## Taxinomie et systématique

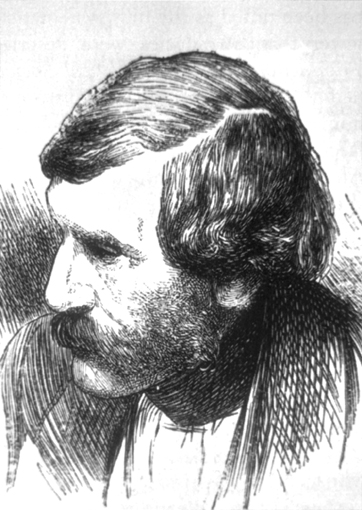
William Henry Sykes, le premier descripteur de l'Hirondelle concolore.

L'Hirondelle concolore est scientifiquement décrite en 1832 sous le protonyme de Hirundo concolor par le soldat et ornithologue britannique William Henry Sykes. L'espèce est transférée dans le nouveau genre Ptyonoprogne par l'ornithologue allemand Heinrich Gottlieb Ludwig Reichenbach en 1850. Ses plus proches parents sont l'Hirondelle isabelline (P. fuligula) et l'Hirondelle du désert (P. obsoleta), puis l'Hirondelle de rochers (P. rupestris). Le nom du genre est dérivé du grec πτύον (ptuon), « van », qui fait référence à la forme de l'ouverture de la queue, et de Πρόκνη (Procné), une jeune fille de la mythologie grecque transformée en hirondelle. L'épithète spécifique concolor vient du latin concŏlŏr, « de même couleur », et fait référence à la coloration uniforme de l'oiseau.
Les quatre espèces du genre Ptyonoprogne font partie de la famille des Hirundinidae, et sont placées dans la sous-famille des Hirundininae, qui comprend toutes les hirondelles à l'exception des pseudolangrayens (Pseudochelidon). Les études ADN suggèrent qu'il y a trois grands groupes au sein des Hirundininae ; les similitudes des ADN sont hautement corrélées avec le type de nid construit. Grossièrement, le premier groupe compte les espèces qui creusent leurs nids, comme l'Hirondelle de rivage (Riparia riparia) ; le second celles qui utilisent des cavités naturelles, comme l'Hirondelle bicolore (Tachycineta bicolor) ; le troisième compte les constructeurs de nids en boue. L'Hirondelle concolore appartient à ce dernier groupe. Comme les espèces du genre Hirundo, elle fait des nids ouverts en forme de tasses ; les hirondelles du genre Delichon construisent des nids clos, et celles des genres Cecropis et Petrochelidon prolongent l'entrée de leur nid clos par un tunnel.
Le genre Ptyonoprogne est étroitement lié à Hirundo, genre plus large dans lequel il était originellement inclus. Mais une analyse ADN a démontré qu'un genre Hirundo aussi élargi devrait aussi contenir tous les genres d'hirondelles construisant leur nid en boue, comme le genre Delichon, classification défendue par peu d'ornithologues. Même si le nid des membres du genre Ptyonoprogne ressemble fort à ceux des espèces typiques du genre Hirundo comme l'Hirondelle rustique (H. rustica), la phylogénie indique que si Delichon, Cecropis et Petrochelidon ne sont pas inclus dans le genre Hirundo, le genre Ptyonoprogne doit alors lui aussi être considéré comme un genre distinct.
Au Pakistan, l'aire de reproduction de l'Hirondelle concolore chevauche celle de l'Hirondelle isabelline (P. fuligula), mais cette dernière espèce se reproduit à des altitudes beaucoup plus élevées dans les montagnes. Cette séparation altitudinale fait que l'on ne sait pas si ces deux hirondelles étroitement liées peuvent s'hybrider, ce qui aurait permis d'éclaircir certains doutes quant à savoir si elles étaient réellement des espèces distinctes.

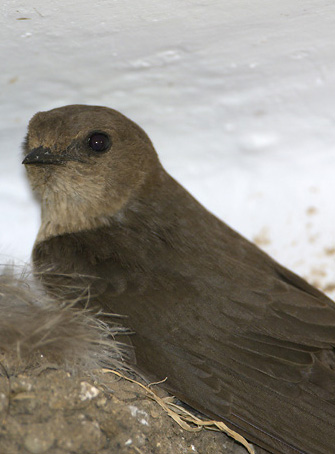
Un individu de la sous-espèce Ptyonoprogne concolor concolor, photographié dans le Kutch.

Selon le Congrès ornithologique international et Alan P. Peterson, l'espèce Ptyonoprogne concolor comprend deux sous-espèces :
- Ptyonoprogne concolor concolor (Sykes, 1832), la sous-espèce type, vit en Inde ;
- Ptyonoprogne concolor sintaungensis (E.C.S. Baker, 1933), de protonyme Krimnochelidon concolor sintaungensis Baker, 1832[22], vit dans la partie orientale de l'aire de répartition, de la Birmanie et du Nord de la Thaïlande jusqu'au Sud de la Chine et le Nord de l'Indochine. Elle est plus sombre que la sous-espèce type, mais il n'est pas sûr que cette différence de coloration soit beaucoup plus significative que les différences entre individus au sein de la sous-espèce type[2],[23].

## Menaces et conservation
La population mondiale de l'Hirondelle concolore n'a pas été quantifiée, mais il existe des raisons de penser qu'elle est en hausse, notamment en raison de la disponibilité accrue de sites artificiels pour la nidification. Cette hirondelle est localement commune en Inde, en Thaïlande et dans le Sud de la Chine,, et son aire de répartition semble être en expansion vers le nord-est dans le Guangxi, vers le sud dans les basses terres du Laos, et vers l'ouest dans les collines et les plaines du Sind. L'espèce a aussi été signalée au Cambodge, mais sa présence reste à confirmer. Sa grande aire de répartition et ses effectifs supposés élevés font que l'Hirondelle concolore semble ne pas être menacée ; elle est considérée comme de « préoccupation mineure » par l'Union internationale pour la conservation de la nature.